# Arachniodes japonica
Arachniodes japonica là một loài thực vật có mạch trong họ Dryopteridaceae. Loài này được (Sa. Kurata) Nakaike miêu tả khoa học đầu tiên năm 1975.